# Zeale dubia
Zeale dubia là một loài bọ cánh cứng trong họ Cerambycidae.